# Athyreus gigas
Athyreus gigas är en skalbaggsart som beskrevs av John Obadiah Westwood 1848. Athyreus gigas ingår i släktet Athyreus och familjen Bolboceratidae. Inga underarter finns listade.